# Geox-TMC
Geox-TMC (UCI Team Code: GEO) — бывшая испанская профессиональная шоссейная велокоманда, основанная в 2004 году под названием Saunier Duval. Базировалась в провинции Кантабрия. Последние титульные спонсоры — итальянская обувная компания Geox и производитель электрических трансформаторов TMC. До конца 2010 года команда под названием Footon-Servetto-Fuji имела лицензию UCI ProTeams, которой лишилась из-за слабых выступлений гонщиков в последнем сезоне, несмотря на подписание победителей всех трёх Гранд Туров Дениса Меньшова и Карлоса Састре. В 2011 году Geox-TMC получила приглашение на Вуэльту Испании, где привела к победе своего гонщика Хуана Хосе Кобо, что является уникальным достижением для команд Континентально Тура. После окончания сезона команда медлила с подачей заявки на элитную лицензию, в итоге генеральный спонсор прекратил финанирование коллектива, и тот был расформирован.

## История
Команда была основана в 2004 году под названием Saunier Duval-Prodir бывшим велогонщиком Витторио Алджире, Saunier Duval занималась производством вентилирующего и отопительного оборудования. В состав команды входили опытные Леонардо Пьеполи и Фабиан Джекер, а также молодые испанские велогонщики. В первый год существования Saunier Duval-Prodir её гонщикам удалось выиграть Неделю Каталонии, Тур Каталонии, Классику Сан-Себастьяна, а также этапы Вуэльты и Тура Романдии. В 2005 году команда вошла в число участников UCI ProTour. В Saunier Duval пришёл новый менеджер, швейцарец Мауро Джанетти, бывший профессиональный велогонщик. Новички команды Хуан Мануэль Гарате и Марко Пинотти выиграли национальные чемпионаты Испании и Италии. В 2006 году в состав Saunier Duval были включены Джильберто Симони и Дэвид Миллар. Команда успешно выступила на Джиро д’Италия и Вуэльте Испании.
В 2008 году команда была переименована в Saunier Duval-Scott, вторым спонсором стал производитель велосипедов. Во время участия в Тур де Франс 2008 вокруг команды разгорелся допинг-скандал. В пробе крови велогонщика Риккардо Рикко, взятой после 4-го этапа, найден эритропоэтин. Команда снялась с 12-го этапа Тур де Франс и была исключена из участия в других гонках под эгидой UCI ProTour, а Риккардо Рикко и Леонардо Пьеполи отчислены из состава. Компания Saunier Duval расторгла спонсорский контракт. После окончания сезона спонсоры команды сменились, и она стала называться Fuji-Servetto. Через год к названию была добавлена приставка «Footon-». За последние 2 сезона гонщики команды выиграли всего несколько этапов гонок ПроТура, тогда как в конце 2010 года Федерация велоспорта устраивала пересмотр командных лицензий. Он основывался на очках, набранных гонщиками в соревнованиях. Несмотря на подписание победителей всех трёх Гранд Туров Дениса Меньшова и Карлоса Састре, команда лишилась лицензии и автоматического допуска к элитным велогонкам.
В 2011 году Geox-TMC получила приглашения от организаторов Джиро и Вуэльты, в то время как главной целью Меньшова была победа в Тур де Франс. Он стал лучшим в своей команде на итальянской супермногодневке, заняв 8-е место в общем зачёте. На Вуэльте Меньшов финишировал 5-м, однако его выступление оказалось малозаметным на фоне Хуана Хосе Кобо. Выступавший за команду 7-й из 8-ми её сезонов испанец после двух лет в тени выиграл самую престижную велогонку своей страны, победив также на «королевском» горном этапе. Састре обе многодневки провалил и объявил о завершении карьеры. По окончании сезона от команды ожидали заявки на лицензию ПроТура, однако генеральный спонсор решил прекратить финансирование. Менеджеры безуспешно искали новых спонсоров, был вариант с правительством Венесуэлы, чьи гонщики составили бы значительную часть контингента. В итоге гонщикам пришлось искать новые места трудоустройства, когда составы большинства команды были уже полностью укомплектованы. Кобо перешёл в другую испанскую команду Movistar Team; Меньшов отправился на родину в Team Katusha, с которой вёл переговоры после каждого из последних сезонов..

## Победы
| 2004 - Вуэльта Каталонии — Мигель Анхель Мартин Пердигуэро - Неделя Каталонии — Хоаким Родригес - Тур Романдии — Фабиан Йекер - Классика Сан-Себастьяна — Мигель Анхель Мартин Пердигуэро - Вуэльта Испании: - этап 9 — Леонардо Пьеполи - этап 19 — Константино Сабалья 2005 - Вуэльта Каталонии: - этап 4 — Леонардо Пьеполи - этап 5 — Иньиго Куэста - Тур Швейцарии — Кристофер Хорнер - Вуэльта Бургоса: этап 4 и генеральная классификация — Хуан Карлос Домингес - Классика Сан-Себастьяна — Константино Сабалья - Восхождение на Уркиолу — Хоаким Родригес - Национальные чемпионаты: - Испании в групповой гонке — Хуан Мануэль Гарате - Италии в групповой гонке — Марко Пинотти 2006 - Неделя Коппи и Бартали: 5 этап — Риккардо Рикко - Тур Страны Басков: этап 5 и генеральная классификация — Хосе Анхель Гомес Марчанте - Джиро д’Италия: этапы 13 и 17 — Леонардо Пьеполи - Вуэльта Каталонии: генеральная классификация — Давид Каньяда - Эускаль Бисиклета: - этапы 1, 5 и генеральная классификация — Кольдо Хиль - этап 4 — Франсиско Хосе Вентосо Альберди - Тур Швейцарии — Кольдо Хиль - Вуэльта Испании: - этап 3 — Франсиско Хосе Вентосо Альберди - этап 14 — Дэвид Миллар - Чемпионат Польши в гонке на время — Пётр Мазур 2007 - Париж — Ницца: пролог — Дэвид Миллар - Тиррено — Адриатико: этапы 3 и 4 — Риккардо Рикко - Вуэльта Кастилии и Леона: этапы 2, 3 и 5 — Франсиско Хосе Вентосо Альберди - Тур Страны Басков: этапы 1, 5 и генеральная классификация — Хуан Хосе Кобо - Восхождение на Наранко — Кольдо Хиль - Вуэльта Астурии: - этап 3 — Альберто Фернандез де ла Пуэбла Рамос - генеральная классификация — Кольдо Хиль - Джиро д’Италия: - этап 10 — Леонардо Пьеполи - этап 15 — Риккардо Рикко - этап 17 — Джильберто Симони - этап 19 — Ибан Майо | - Гран-При Льодио — Давид де ла Фуэнте - Эускаль Бисиклета: этап 1 — Альберто Фернандес де ла Пуэбла Рамос - Восхождение на Уркиолу — Хосе Анхель Гомес Марчанте - Тур Бенелюкса: этап 5 — Лусиано Пельярини - Вуэльта Испании: этап 9 — Леонардо Пьеполи - Тур Миссури: этап 4 — Лусиано Пельярини - Национальные чемпионаты: - Великобритании в групповой гонке и гонке на время — Дэвид Миллар - Латвии в гонке на время — Райвис Белохвощик 2008 - Вуэльта Андалусии: этап 5 — Дэни Флахо - Тур Миссури: этап 6 — Лусиано Пельярини - Джиро д’Италия: этапы 2 и 8 — Риккардо Рикко - Эускаль Бисиклета: этап 3 и генеральная классификация — Эрос Капекки - Тур де Франс: этап 10 — Хуан Хосе Кобо - Вуэльта Бургоса: этап 5 — Хуан Хосе Кобо - Тур Португалии: этап 8 — Хуан Хосе Кобо - Энеко Тур: этап 7 — Райвис Белохвощик - Тур Германии: этап 5 — Давид де ла Фуэнте - Тур Мексики: этап 5 — Хосе Альберто Бенитес - Тур Чихуахуа: этап 4 — Икер Каманьо - Чемпионат Латвии в гонке на время — Райвис Белохвощик 2009 - Вуэльта Кастилии и Леона: этап 4 — Хуан Хосе Кобо - Гран-При Мигеля Индурайна — Давид де ла Фуэнте - Тур Романдии — Рикардо Серрано - Вуэльта Испании: этап 19 — Хуан Хосе Кобо 2010 - Тур Даун Андер: 2-й этап — Мануэль Антонио Кардосо - Тур де Сан-Луис: 2-й этап — Рафаэль Вальс - Круг Лотарингии: общий зачёт, 2-й и 3-й этапы — Фабио Феллине 2011 - Классика Альмерии — Маттео Пелукки - Джиро дель Трентино: 3-й этап — Фабио Дуарте - Тур Бриксии: 2а этап — Фабио Феллине - Вуэльта Испании: общий зачёт и 15-й этап — Хуан Хосе Кобо |